# Ravenna
Ravenna (romanyol nyelven Ravèna vagy Ravêna) város Olaszországban, Emilia-Romagna régióban. Ravenna megye székhelye. Csatorna köti össze az Adriai-tengerrel. Történelme során a Nyugatrómai Birodalom, majd az Osztrogót Királyság, majd a Ravennai Exarchátus fővárosa volt, most Ravenna megye székhelye. Korábban a Ravennai, 1947. óta a Ravenna-Cerviai főegyházmegye érseki székvárosa. Kora keresztény műemlékei az UNESCO világörökség listáján szerepelnek.

## Története
Ravenna Itália egyik legrégebbi városa, eredetét valószínűleg az etruszkoknak köszönheti. Későbben gallok és azután rómaiak birtokába került. I. e. 88-ban a város lakói római polgárjogot nyertek.
Augustus császár a város közelében fekvő Classis kikötőjét a birodalom második legfontosabb hadikikötőjévé, az adriai hajóraj állomásává tette. Később azonban a kikötő elhomokosodott és a flotta állomását áthelyezték.
A kikötőváros temetőjében i. sz. 2. századra datálható keresztény feliratok tanúskodnak az új vallás megjelenéséről. A város mártírja és védőszentje Szent Apollináriusz, akinek idejét a 2. századra becsülik, de valójában csak legendákban bukkan fel. A város első történelmileg hiteles püspöke Severus, aki részt vett a sardicai (Szófia) zsinaton 343-ban.
A város virágkorát akkor élte, mikor Flavius Honorius császár 402-ben/404-ben a Nyugatrómai Birodalom székhelyét Milánóból ide tette át. Ekkor pompás épületekkel díszítették és a tengerig csatornát építettek.
A folyamatosság jegyében a nyugat-római birodalom fővárosa a kelet-római császár felsőbbségét többé-kevésbé elismerő germán államok székhelye maradt (a királyok a kelet-római császár megbízásból a trónt elfoglaló szkír/rúgi Odoaker, majd az azonos megbízásból érkező, a keleti gót királyságot létrehozó Nagy Theodorik és utóda voltak). I. Justinianus hadjáratában újraegyesítette keleti birodalmát az itáliai területekkel, így Ravenna 540-től a longobárd hódításig, 751-ig a bizánci exarchátus központja lett. Aistulf longobárd király uralmának Kis Pipin frank király vetett véget 756-ban, amikor az exarchátus területét Rómának, a pápai államnak engedte át.
A pápai uralomtól való elszakadás érdekében a város a német császárok pártjára állt. A pápai és császári fennhatóság között őrlődő város élére 1218-tól kezdve a pápai érzelmű Traversarik, 1275-től a 15. század elejéig pedig a Polenta család küzdötte fel magát.
1441-1509 között a velenceiek birtokolták, majd 1509-ben II. Gyula pápa és a Cambrai-i Liga szerezte meg. 1797-1815 között Napóleon parancsolt, majd az olasz állam egyesítéséig, 1860-ig ismét pápai birtok volt.
A Szent Liga háborúja során 1512. április 11-én Gaston de Foix fiatal francia hadvezér (Nemours hercege, XII. Lajos francia király unokaöccse) bár megnyerte a ravennai csatát a pápai-spanyol csapatok ellen, de a csata közben elesett, és ez után a franciák gyakorlatilag kivonultak Itáliából.

## Látnivalói
- Piazza del Popolo

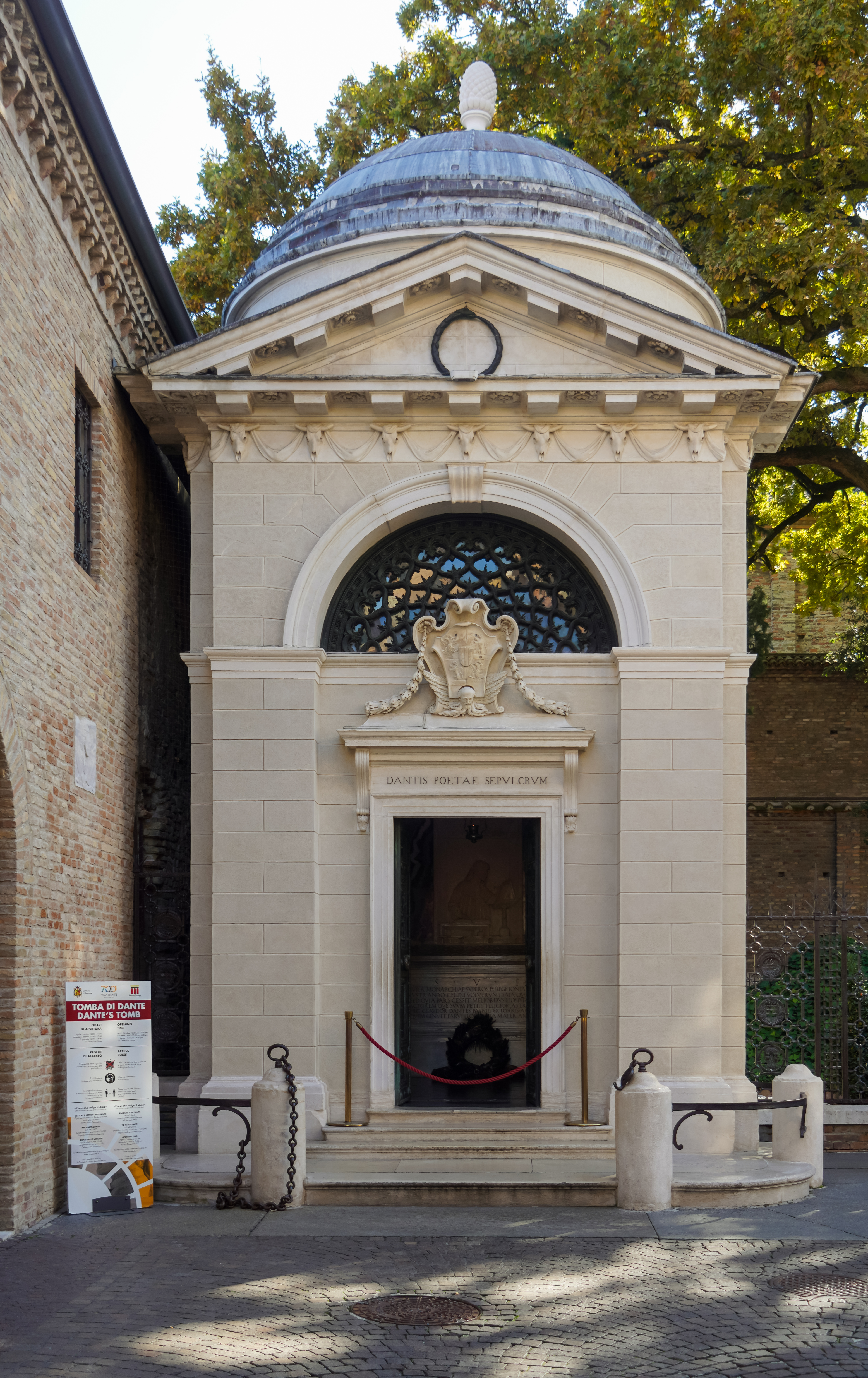
Dante mauzóleuma a Basilica di San Francesco mellett

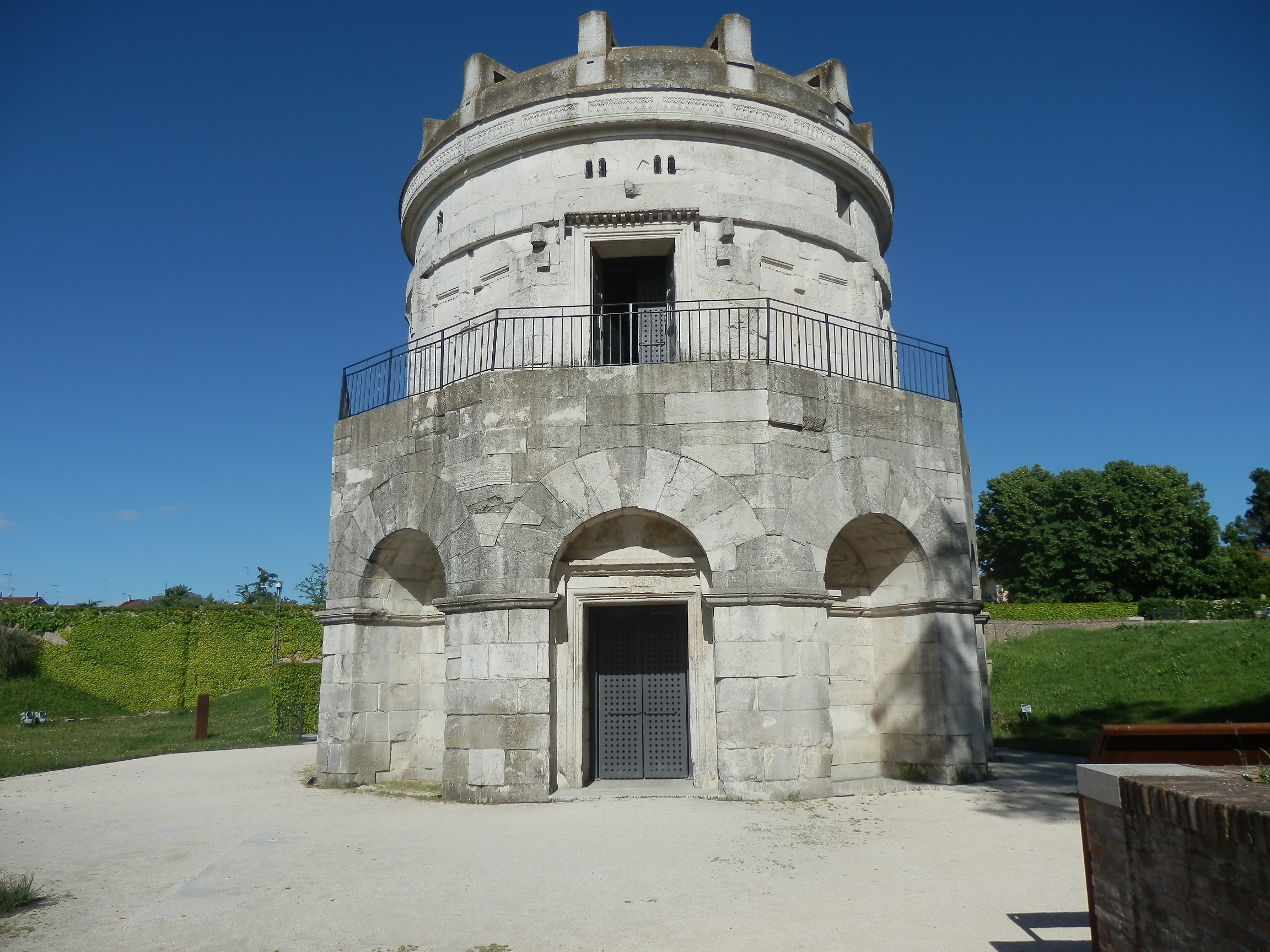
Theoderik mauzóleum

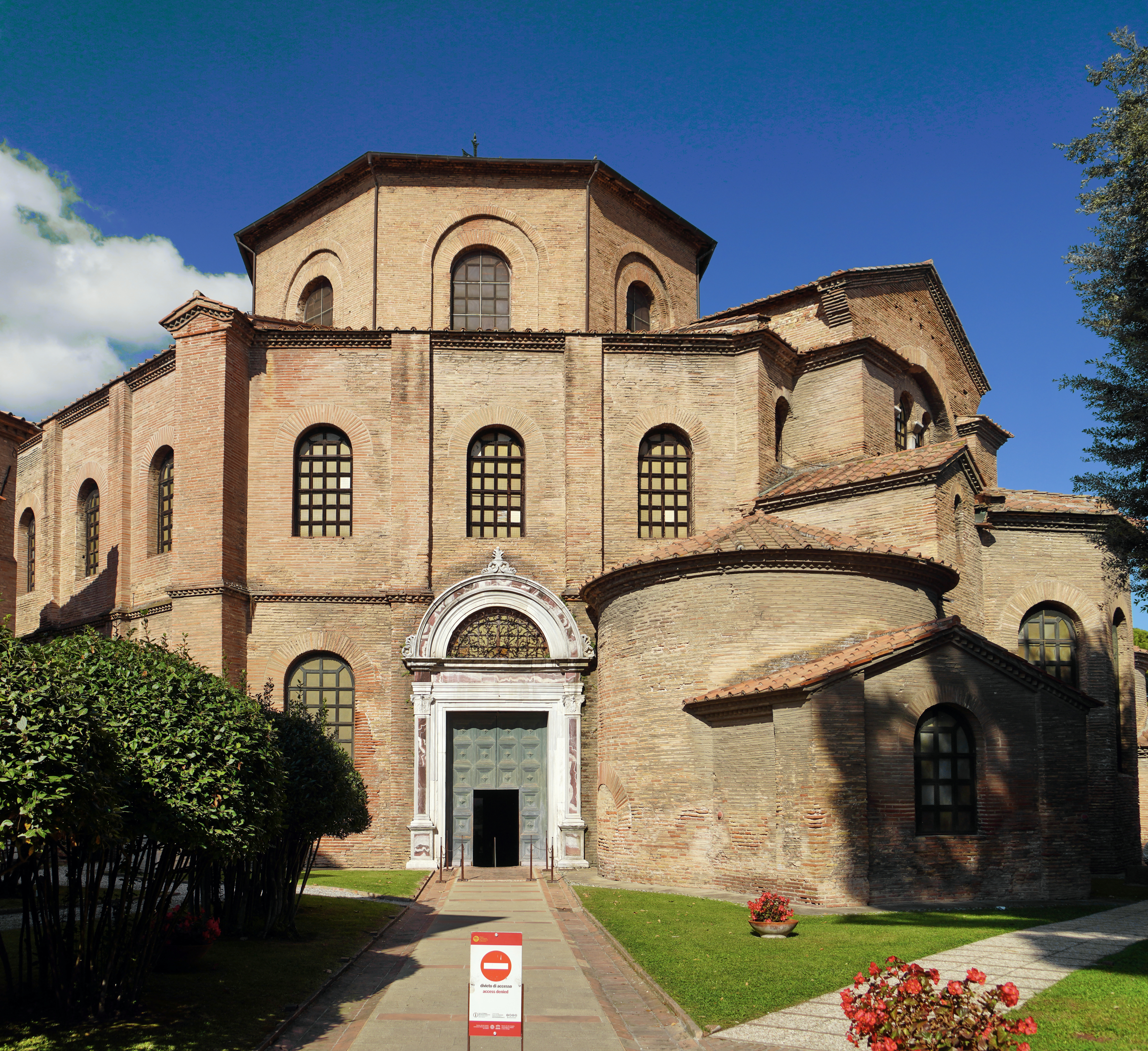
San Vitale Székesegyház

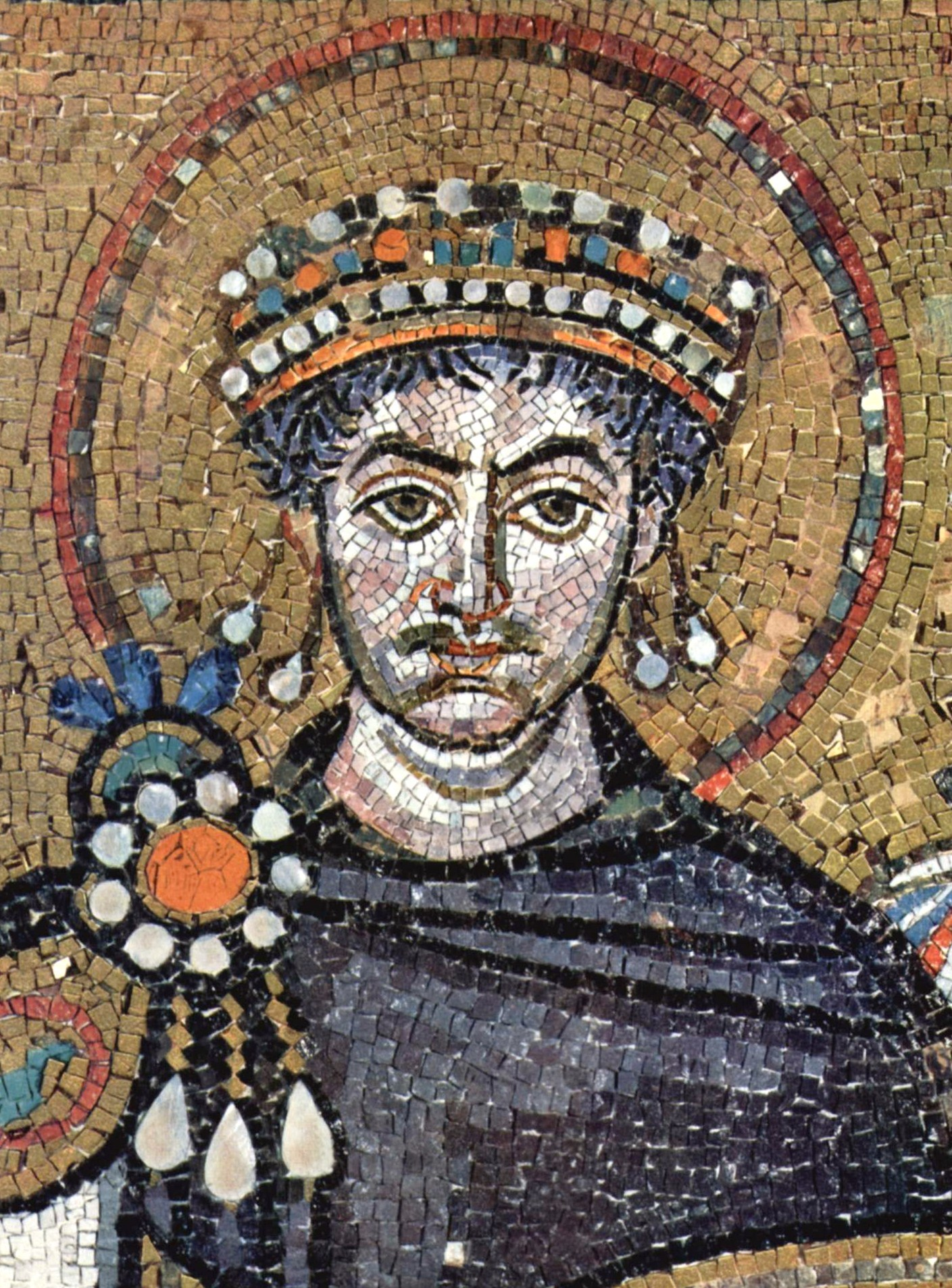
Jusztiniánusz császár mozaik portréja a San Vitale bazilikában (6. század)

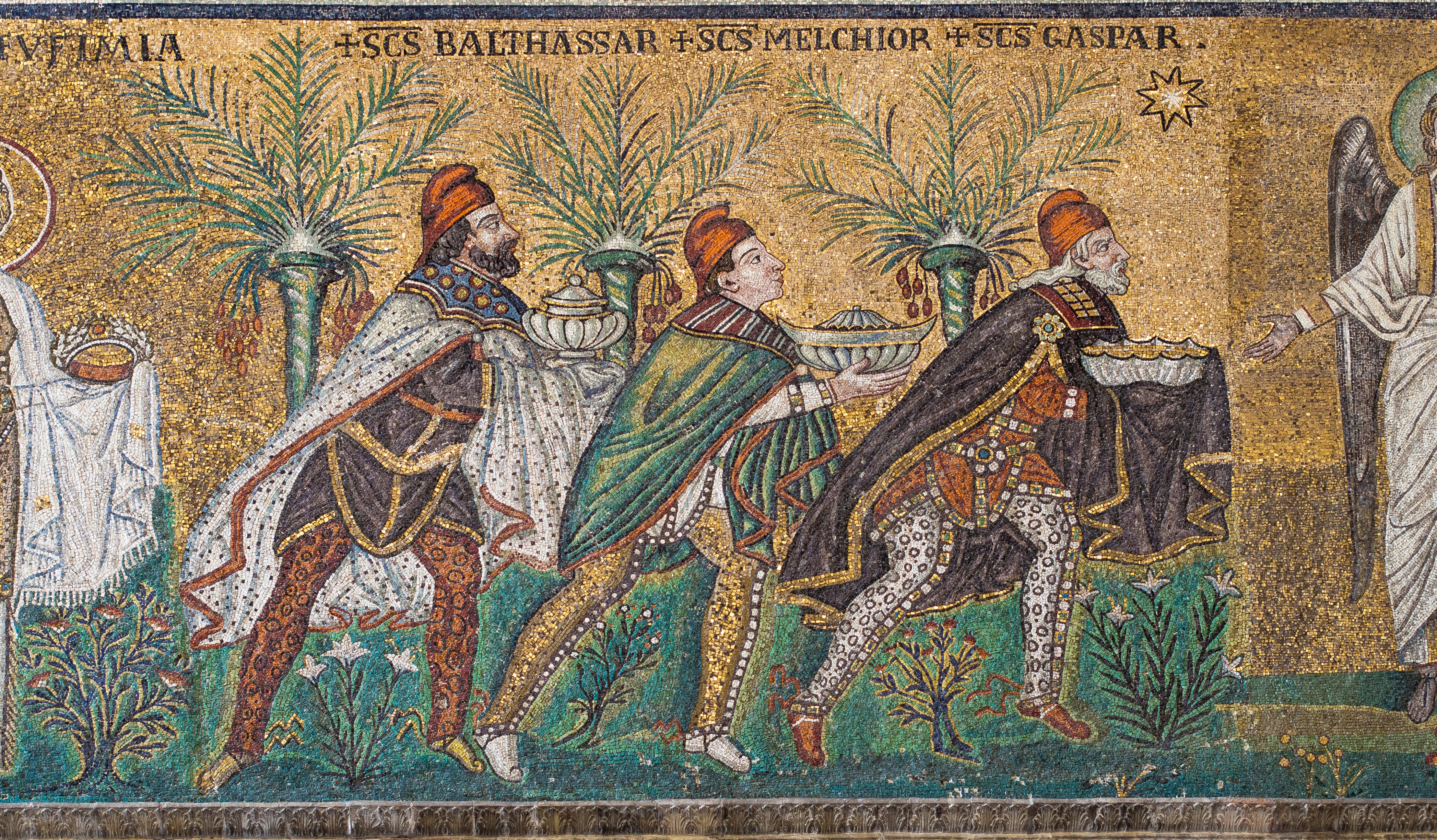
Mozaik az Új Szent Apollináriusz-bazilikában

  - Palazetto Veneto: loggiás oszlopokkal díszített 6. századi épület.
  - Apollinaris és Vitalis oszlopa: Ravenna védőszentjeinek szobrai tekinthetők meg a két oszlopon a 15. századból.
- Garibaldi tér
  - Dante mauzóleuma: Dante Alighieri (1265-1321) eredetileg először a ferencesrendi temetőbe került, majd 1519-ben Medici Leo pápa elrendelte hazavitelét. A ferences atyák elrejtették a koporsót. Így 1780-ban az üres sír helyére emelték a mauzóleumot, de végül 1865-ben megtalálták a maradványokat egy falban. Később harangtornyot építettek fölé.

### Ókeresztény műemlékek
- Ariánusok keresztelőkápolnája (Battistero degli Ariani): az ariánus keresztény irányzat nem ismerte el Jézus és a Szentháromság isteni voltát, az Atyával való egylényegűségét. Ebben a szellemben díszítették a keresztelőkápolnát is. Kupolamozaikja egyedülálló: az egyetlen, mely meztelenül ábrázolja Krisztust Michelangelo kora előtt.
- Theodorik mauzóleuma (Mausoleo di Teodorico): 10 szögletű, két szintes zömök építmény, a tetejét lezáró boltozat isztriai mészkő monolit, melynek méretei: 10,9 m átmérőjű, 1 m vastag, kb. 300 tonna súlyú. A felső szinten porfír kád látható, a csak a császároknak kijáró kőből. Egy monda szerint a kegyetlen a király úgy félt a villámlástól, hogy a kő alá menekült, de az mégis agyonsújtotta.
- San Vitale-székesegyház (Basilica di San Vitale): a bizánci, centrális templomtípus, martyreum egy példája. San Vitalis római katona volt Milanóban, aki Szent Agricola-val együtt halt vértanúhalált, az egyik a legenda szerint Bolognában (ahol szintén templomot emeltek a két szent tiszteletére). Szent Vitalis ravennai imádásáról az V. századból értesülünk először: a mai bazilika helyén egy oratórium állt. Később született meg a szent katona ravennai mártíromságának legendája, mely alátámasztotta itteni tiszteletét.

A székesegyház 525/534?-547 között épült a Justinianus alapította konstantinápolyi katonamártíroknak szentelt Szent Sergius és Bacchus templom (527) másaként, Maximianus érsek szentelte fel 547-ben. 
A nyolcszögű belső részben 7-ben karéjos oszlopsorok rajzolják ki a teret. A nyolcadik ad helyet a megnyújtott apszisnak. A karzat arra utal, hogy a nők és a férfiak külön szinten foglaltak helyet. A padlón az eredeti mozaikburkolat részben megmaradt, részben ún. Kozmata-kőmozaik borítja. Az apszisban az 546 után felhelyezett mozaikok I. Justinianust és Theodóra császárnét ábrázolják, a mozaikok az újraegyesített birodalom mellett a vallási egységet, az arianizmus legyőzését is hirdetni hivatottak. 
A Szent Vitalis templom szolgált Nagy Károly aacheni palotakápolnájának mintájául, mint germán kötődésűnek tartott császári udvari székesegyház.
- Galla Placidia mauzóleuma (Mausoleo di Galla Placidia): A ma a San Vitale székesegyház mellett található síremlék építésekor egy mára elpusztult császári udvari Szent Kereszt bazilikához kapcsolódott. Galla Placidia I. Theodosius római császár lánya, Honorius császár testvére volt, akit 410-ben a nyugati gótok Róma feldúlásakor elraboltak és 414-ben feleségül adták Athaulf királyhoz). Miután férjét megölték, őt hazaküldték. Később testvére feleségül kényszerítette II. Constantinus társcsászárhoz, akitől két gyermeke született: a későbbi III. Valentinianus császár és Honoria. Férje halála után később gyermeke kiskorúsága miatt a nyugat-római birodalom uralkodója, régens volt Ravennában(424-445). 450-ben halt meg. A síremlék 440-450 között épült Galla Placidia megbízásából. Görögkereszt alaprajzú, az ókeresztény mozaikkultúra emlékei láthatók falain. A szarkofágokban III. Valentinianus, II. Constantinus és Galla Placidia nyugszanak.
- Az Új Szent Apollináriusz-bazilika (Basilica di Sant'Apollinare Nuovo): az ariánus Theodorik király építtette a VI. sz. első felében, két fala 24 látványos oszlopon fekszik. Mozaikjai: fent – Krisztus élettörténete, balra – 22 szűz, jobbra – 26 mártír, a bejáratnál – Classis kikötője illetve Theoderik palotája (=Ravenna városa). Mennyezete a 17. századból származik.
- Ortodox keresztelőkápolna (Battistero Neoniano): a római időkben vízvezetékelzáró fürdő volt a nyolcszögű, kupolás épület. Római stílusú kupolamozaik díszíti, mely Krisztus keresztelését ábrázolja antik felfogásban. Megjelenik rajta a tizenkét apostol alakja és templomi helyiségek ábrázolása is. Mindez az egyházat jelképezi. Az ablakoknál arabeszkek közt próféták láthatók.
- Érseki palota múzeuma (Museo Arcivescovile): világhírű műemlékkel dicsekedhet: itt látható pl.  Maximianus érsek (Ravenna első érseke) elefántcsontból faragott trónja, mely az 5. századból származó alexandriai munka. Az érseki palotakápolna mozaikdíszítése szintén rendkívüli. Továbbá egy kőbe vésett húsvéti öröknaptár emelkedik ki a lapidárium tárgyai közül.
- A Classe-i Szent Apollinariusz bazilika (Basilica di Sant’Apollinare in Classe): a 6. század első felében épült a bazilika Ravenna védőszentjének sírhelye fölött. Mozaikok és márványszarkofágok díszítik.

## Vallás
Ravenna esetében érdemes kitérni a múlt vallási vonatkozásaira is, tekintettel a műemlékekre. A város őslakói az atanáziuszi (hivatalosan elfogadott) kereszténységet gyakorolták. Ennek jegyében épült az ortodoxok bazilikája és keresztelőkápolnája (duomo, battistero degli ortodossi) Ursus püspök alatt (396 előtt), és az evangéliumi Szent János bazilika (basilica di S. Giovanni evangelista) (5. sz.). A germán betelepülők (Odoaker (476-493), a keleti gót Theodorik (493-526) uralmával) viszont a 381 óta, a níceai-konstantinápolyi zsinatok hitvallása értelmében eretneknek tekintett ariánus kereszténységet vallották, külön egyházközséget alapítottak és – elsősorban Theodorik – külön egyházi épületeket építtetett: az ariánusok templomát és keresztelőkápolnáját (chiesa Spirito Santo elődje, battistero degli ariani), valamint az Új Szent Apollináriusz-bazilikát (basilica di San Apollinare nuovo), mely később ortodox templommá vált.
A San Vitale-bazilika építése egyes források szerint még Theodorik idejében elkezdődött, más források szerint csak halála után. Egyértelmű viszont felszentelése (547, Maximianus püspök) és a Justinianus császárt és Theodórát ábrázoló apszismozaikok hovatartozása: az arianizmus legyőzése jegyében.
Hasonló korú, tehát szintén Justiniánus császár jelenlétéhez kapcsolódik a Classis-i temető területén Szent Apollináriusz sírja felett emelt ún. Classe-i Szent Apollinárisz-bazilika (basilica di San Apollinare in Classe), Maximianus püspök 549-ben szentelte fel.

## Híres emberek
- Alfredo Baccarini
- Arrigo Boldrini
- Luce Caponegro
- Elenoire Casalegno
- Mascia Ferri
- Marco Melandri
- Don Giovanni Minzoni
- Andrea Pezzi
- San Romualdo
- Amedeo Sebastiani
- Alberto Tanasini
- Riccardo Muti
- Ivano Marescotti
- Raul Gardini
- Serafino Ferruzzi
- Luigi Rava

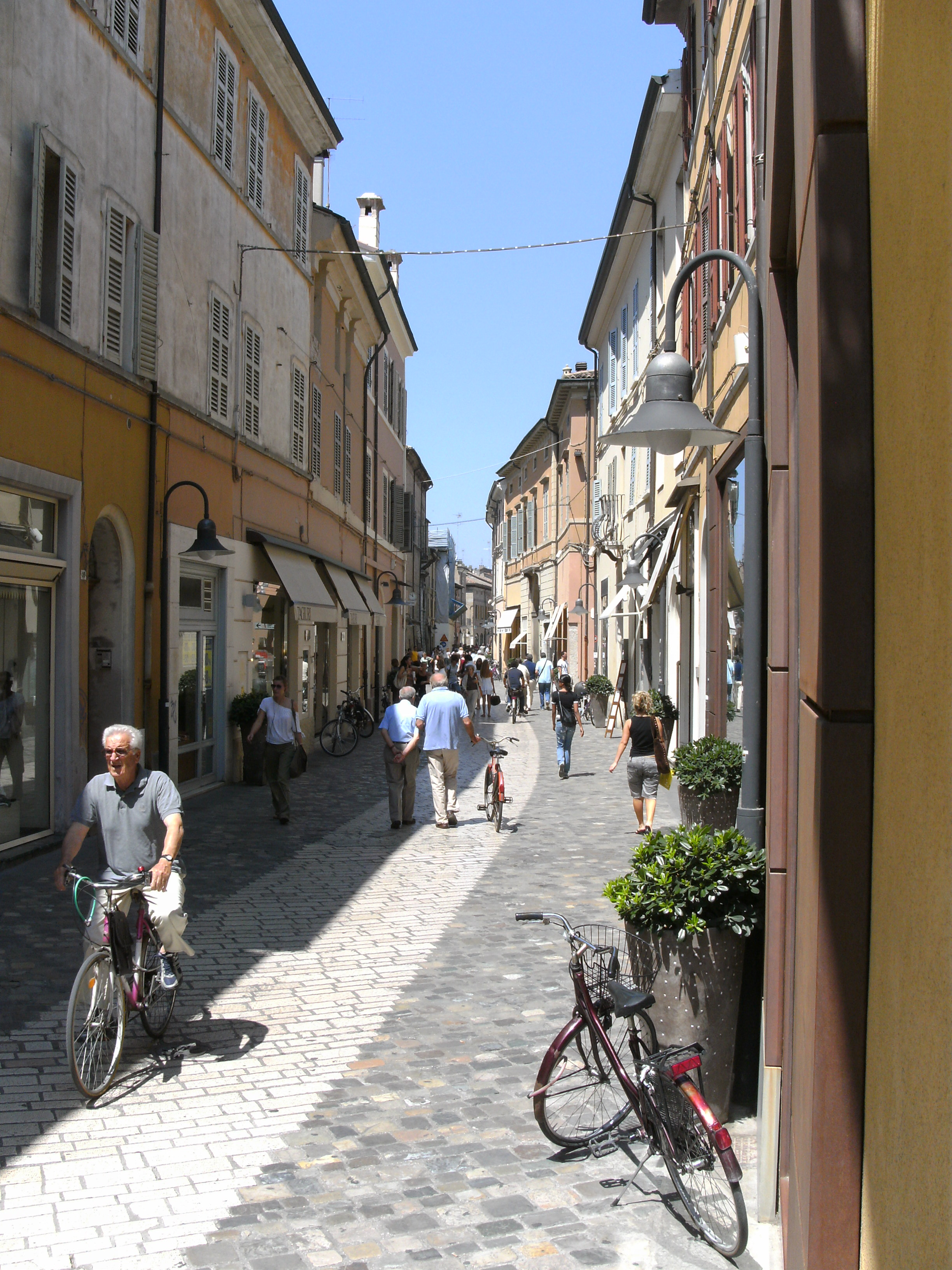
Via Cavour bevásárlóutca

- Laura Pausini énekesnő, (Ravenna megyei Faenzában született)

## Testvértelepülések
- Dubrovnik, Horvátország (1969)
- Speyer, Németország (1989)
- Szekszárd, Magyarország